# Andy McDonald
Andrew McDonald, (Urmston, 1970) is een chef-kok uit Engeland. Na zijn koksopleiding werkte hij een jaar in Zürich, waarna hij naar Nederland kwam. Hier werkte hij in hotels en restaurants. Hij had een kookrubriek in televisieprogramma's van 24Kitchen en LLiNK. 
Van het programma First Aid Kitchen schreef hij een kookboek met recepten en basistechnieken.